# Jouni Kallunki
Jouni Kallunki (Oulu, 4 marzo 1992) è un tuffatore finlandese.

## Biografia
Ha rappresentato la nazionale finlandese ai campionati mondiali di nuoto di Kazan' 2015 e  Budapest 2017, nonché a diverse edizioni dei campionati europei di tuffi e di nuoto.